# Тайська кухня

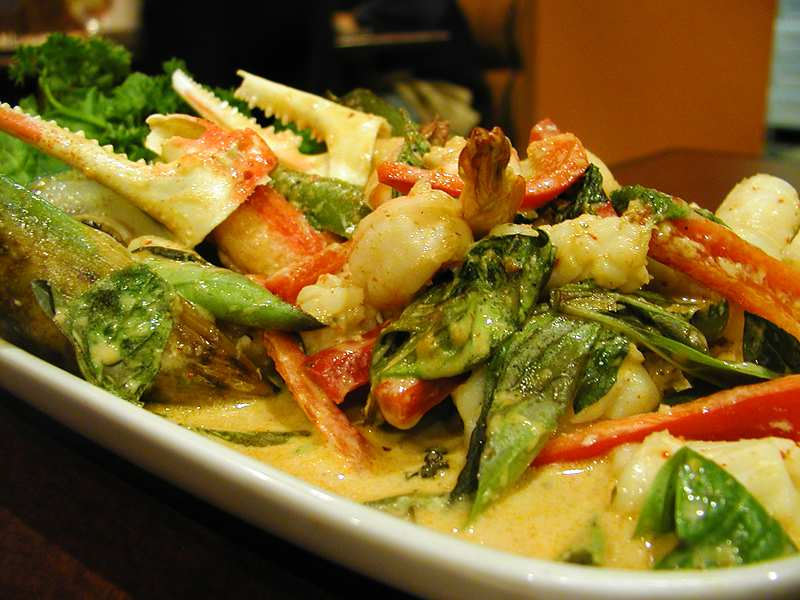
Краби під карі

Тайська кухня (тай. อาหารไทย) — національна кухня тайців та її похідні варіанти, що проникли у світову культуру.

## Історія
З часу вибухового розвитку туризму в Таїланді в 1980-х роках тайська кухня утвердилася як одна з провідних шкіл кулінарного мистецтва у світі. Входить у 5-ку найпопулярніших кухонь в усьому світі, інші — індійська, китайська, французька та італійська.
Історично на неї сильно вплинула сичуанська кухня, хоча протягом століть багато інших впливів впливали на тайську їжу. У більш віддаленому минулому буддійські ченці принесли індійські страви, а південні мусульманські держави вплинули на приготування їжі на півдні Таїланду. Значно пізніше на тайську їжу вплинула європейська кухня після контактів з португальськими місіонерами та голландськими торговцями. Постійний контакт із зовнішнім світом та постійний обмін ідеями часто призводили до кулінарних інновацій. У період королівської столиці в Аюттхаї Марія Гійомар де Пінья, жінка японсько-португальсько-бенгальського походження, служила в королівському палаці кухарем після взяття в полон королем Петрачаю. Пізніше перейменована на «Thao Tong Kip Ma», вона стала головним шеф-кухарем його кухні і їй приписується введенням страв, що мали португальську основу.
Проте на відміну він інших азійських країн, що були колоніями, незалежний Сіам не був так глибоко інкорпорований у європейську культуру. Тому тайці зберегли багато особливостей та специфічних продуктів харчування, що зникли в інших країнах, не витримавши конкуренцію з європейськими продуктами такими як хліб, картопля.

## Регіональні особливості

#### Північна
Приготування їжі на півночі Таїланду, як правило, м'якіше, ніж на решті країни, переважний липкий рис, традиційно його розминають пальцями на невеликі кульки. Є сильний вплив сусідньої М'янми з популярними стравами, такими як каенг хенг ле, свиняче карі з ароматом імбиру, куркуми та тамаринда.

#### Північно-Східна чи Ісаанська

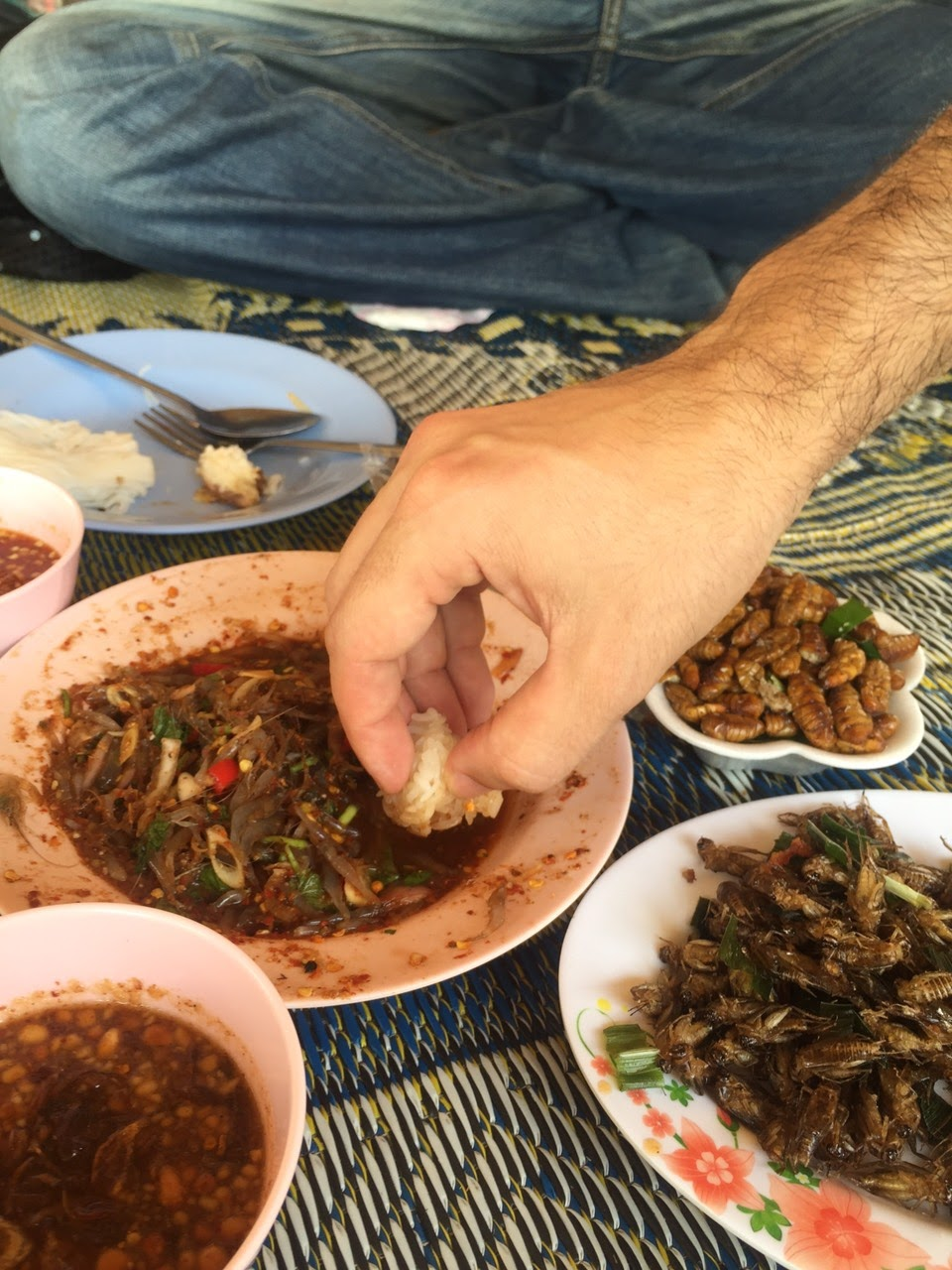
Традиційний спосіб їсти гунг тен з кхао няо в місті Убонрачатані.

На їжу на північному сході (регіон Ісаан) впливає Лаос, оскільки він заселений спорідненою з лаосцями етнічною групою, яких Таїланд асимілює. Як правило, їжа має високу пряність, а липкий рис є кращим гарніром для північно-східних страв. Хоча м'ясних страв є багато, в селах історично м'яса було мало, а основним джерелом білка були креветки та прісноводна риба. Їх часто ферментували, щоб збільшити термін їх зберігання. Популярні страви: салат із живих креветок — гунг тен та м'ясний салат — Ларб.

#### Центральна
Центральний регіон пропонує кухню, яка знаходиться на півдорозі між північчю та півднем, хоча віддають перевагу клейкому сорту. Що робить кухню центрального регіону особливою, це те, що вона є домом для королівської кухні. Цей тип приготування їжі, який зародився в королівському палаці, передбачає набагато більш складні страви, складені разом із складними прийомами. Це скоріше мистецька форма, ніж просто звичайна кулінарія. Наприклад массаман карі — страва, яку готували при королівському дворі Сіаму, потрапила на перше місце у списку найкращих страв світу.

#### Південна
Південна тайська кухня — найпопулярніша поза Таїландом, оскільки це головний туристичний регіон країни. У південній кухні набагато більше використання кокосового молока у багатьох стравах. Кокос замінює топлене масло для смаження, і в стравах сильно використовується морепродукти. Закуски на півдні використовують багато кеш'ю з місцевих насаджень, а м'якоть кокоса як стандартну приправу.

## Притаманні риси
Тайська кухня асоціюється насамперед зі смаком бананів, цитрусових, ананасів, кокосового молока, свіжого коріандру, лимоннику, часнику і стручкового перцю — чилі. Може виникнути питання — чому чилі, а не карі, адже Індія, де кухня базується на використанні численних видів карі, знаходиться поруч. Справа в тому, що чилі з'явився в Таїланді разом з португальськими місіонерами, що призвичаїлися до нього у Південній Америці. Цей гострий перець припав до смаку тайцям і тепер є найважливішою приправою тайських страв.
В тайській кухні використовується багато рису — основа більшості рецептів, крім того, він часто використовується як доповнення до інших страв: ним заведено «розводити» особливо гострі страви.
Сервірування столу по-тайськи — це велика тарілка рису, другі страви, що також подаються на загальному для всіх членів компанії блюді і соуси. Суп, а точніше сказати бульйон подається для кожного співтрапезника окремо, причому в суп, навіть наприклад із локшиною, заведено додавати рис.
Таїланд — країна, яку омиває морем і по який протікають річки, тому в тайській кухні розповсюджені страви з риби й дарів моря. Рибу — як морську, так і прісноводну тайці воліють готувати цілою, з головою та хвостом, попередньо її почистивши.
М'ясо у Таїланді вживають порівняно мало, воно вважається святковою стравою. Улюблені тайцями свинина, курятина чи качка комбінується зі овочами, локшиною, рибою чи з морепродуктами і поливаються великою кількістю соусу. М'ясо інколи готують шляхом денатурації кислотою і подають сирим (Кой), а інколи їдять і взагалі живих тварин (Гунг тен).
Найпоширеніша приправа — негострий рибний соус. Цим тайці відрізняються від більшості країн Південно-Східної Азії, де основою для готування соусу є соя. Рибний соус — ясно-коричнева рідина, солона, але з м'яким смаком, багата на білки і вітамінами групи В.
Ще однією особливістю кухні Таїланду, є широке використання продуктів переробки кокосової пальми. Для смаження тайці використовують кокосову олію, молочні продукти їм замінюють кокосове молоко і кокосові вершки (шар, що утвориться у верхній частині кокоса, найгустіша фракція кокосового молока). На кокосовому молоці готують супи, кокосове молоко застосовують у соусах, щоб підкреслити гостроту пряностей і зм'якшити смак страви.
Як десерт у Таїланді виставляють різноманітні тропічні фрукти — мангостани, рамбутани, манго, папая, ліхея, дині і дуріан, що дуже своєрідно пахне.
Тайці надають великого значення зовнішньому вигляду страв, вони люблять створювати із фруктового чи овочевого гарніру свого роду скульптури.
Ідеалом тайського столу є таке сполучення страв, ароматів і фарб, що одночасно радували б око, ніс та язик.

## Вегетарійство в Таїланді

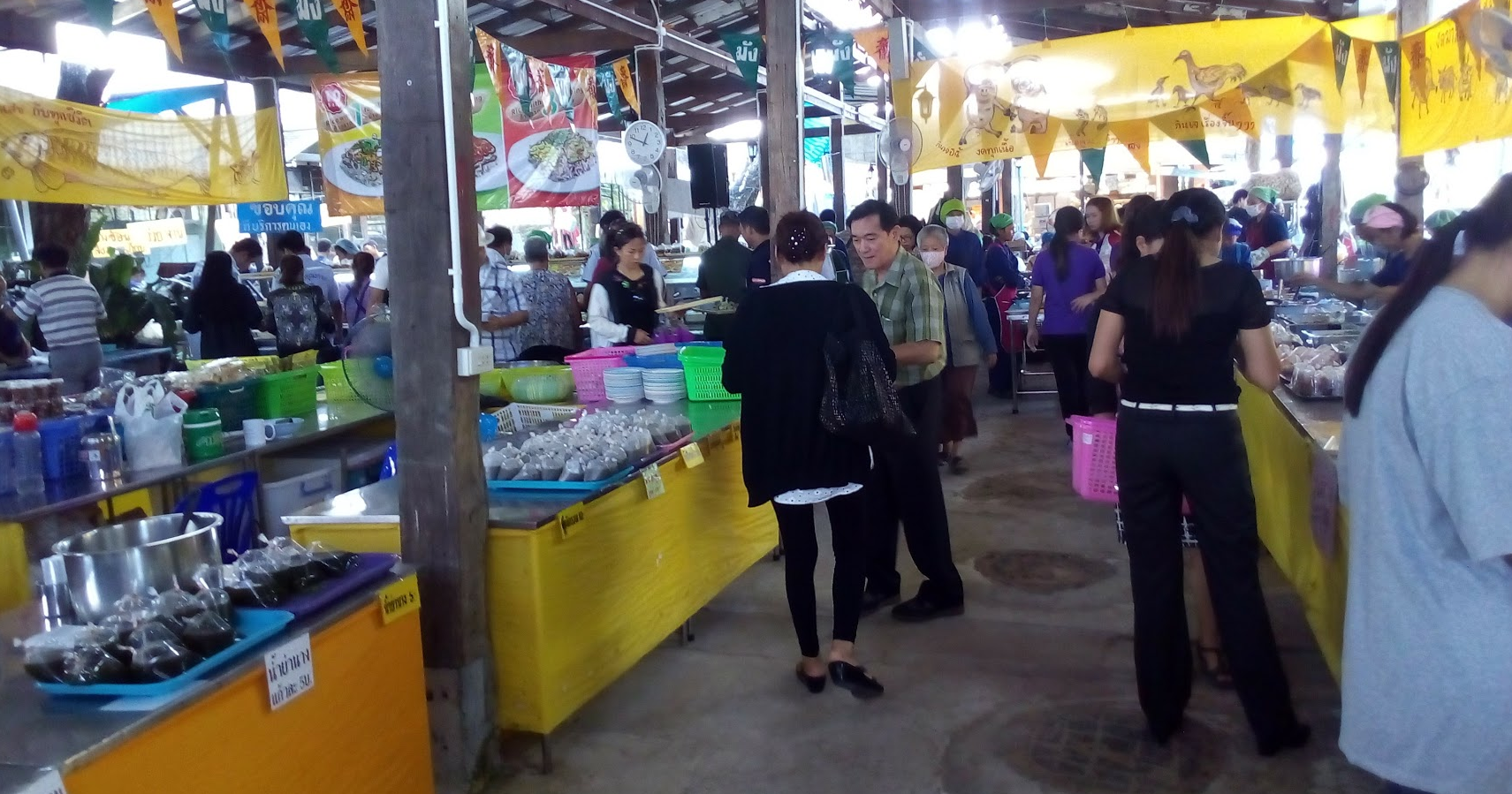
Вегетарійський фестиваль у місті Убонрачатані

Хоч за канонами буддизму їсти тварин не можна, в сучасному Таїланді цих правил здебільшого не дотримуються. Проте у кожному місті існують спеціалізовані кафе чи їдальні, де можна придбати виключно вегетарійські страви, вони зазвичай оформлені жовтими прапорцями. Щороку проводиться Фестиваль дев'яти імператорських богів, де відкривають великі вегетарійські фудкорти. Слово вегетарійський по тайські звучить як «джей», але через складність вимови місцеві офіціанти можуть не зрозуміти значення, тому радять використовувати більш архаїчне слово «манксавірат».

## Галерея

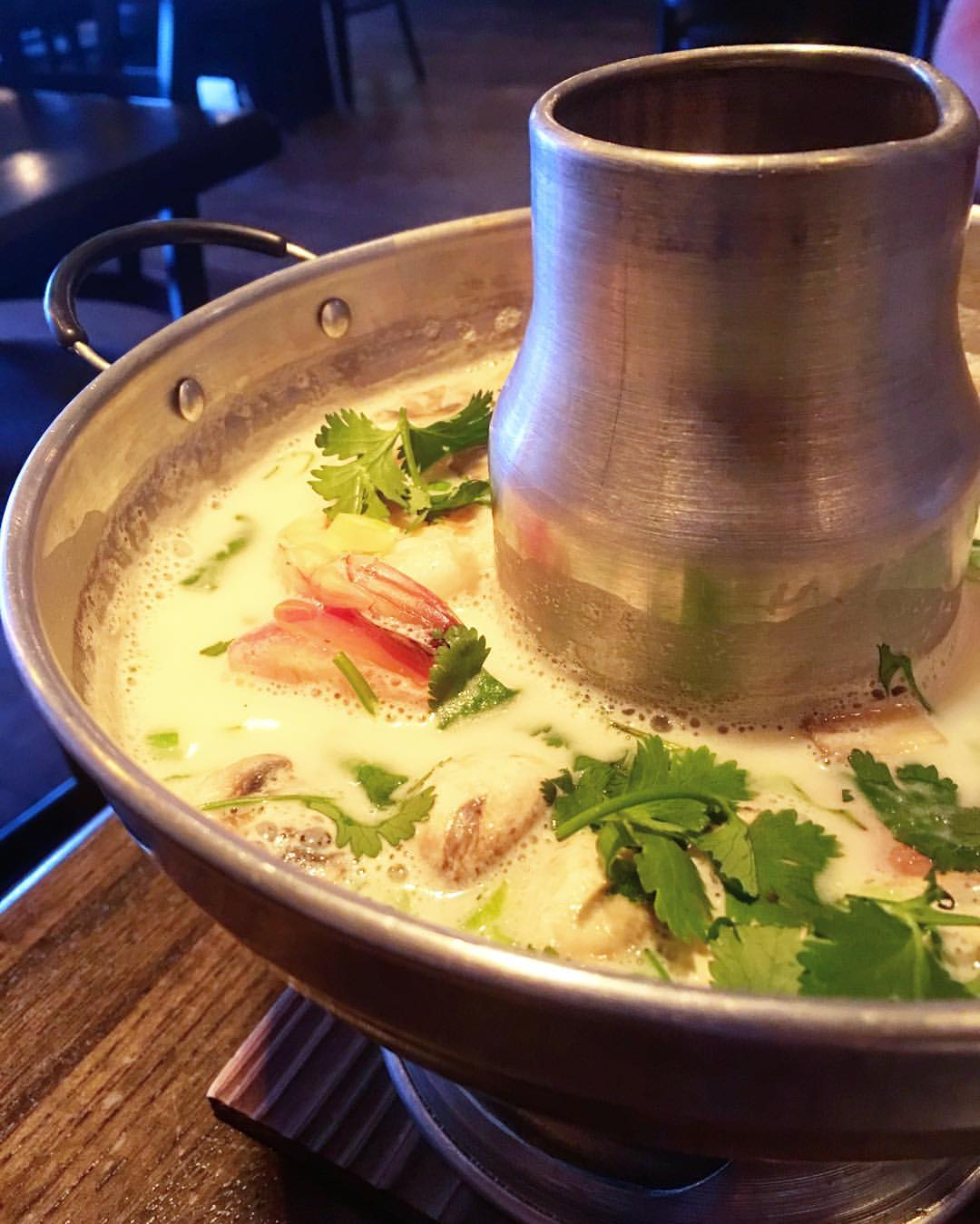
Подача том ка в ресторані
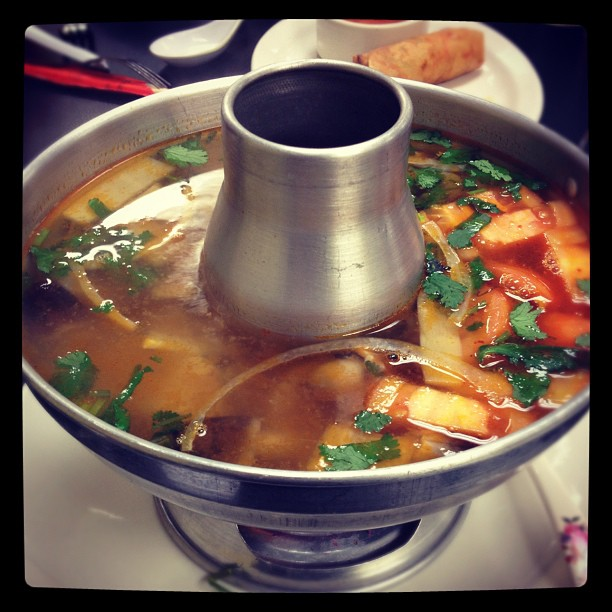
Том ям
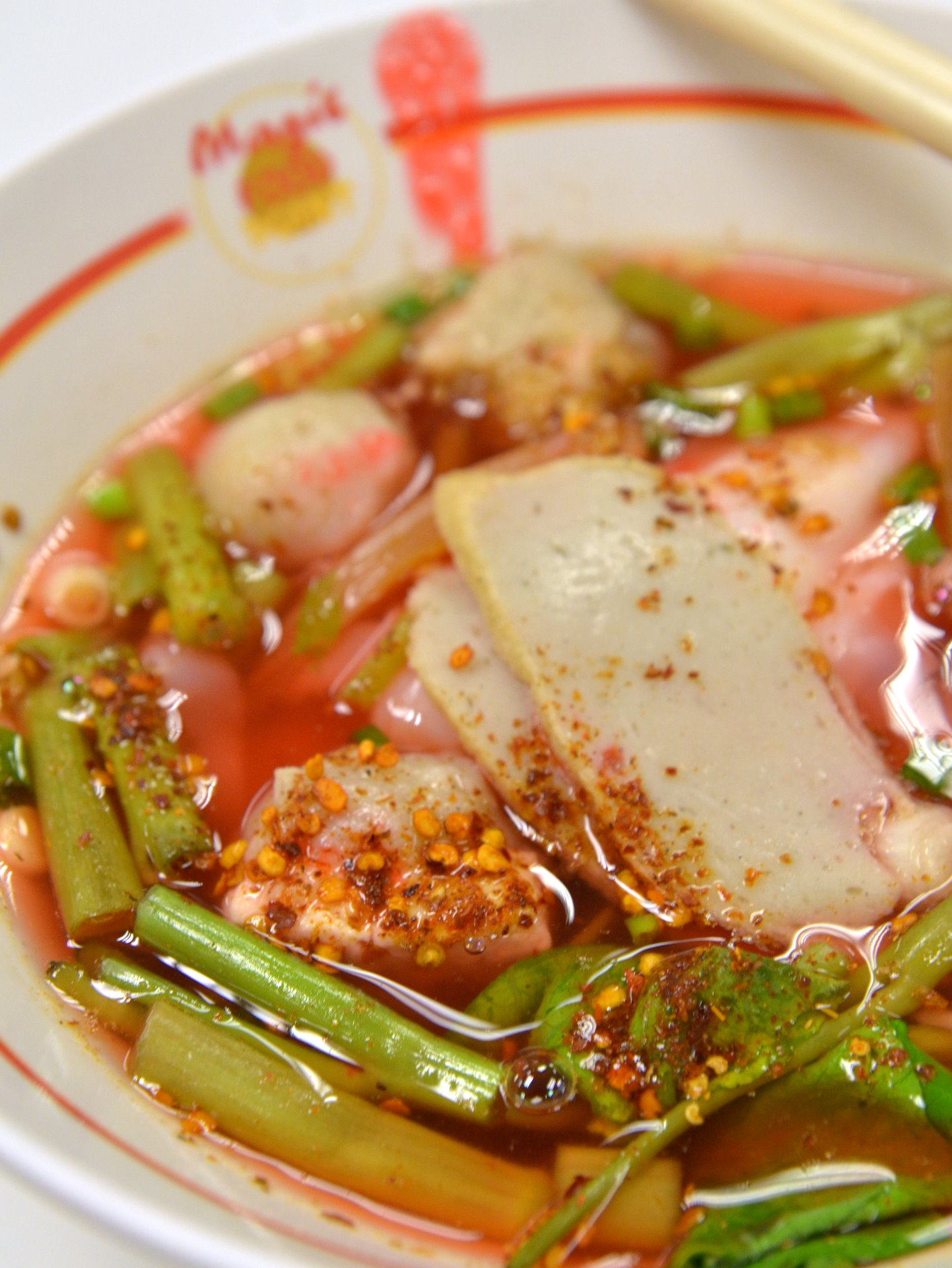
Йентафу
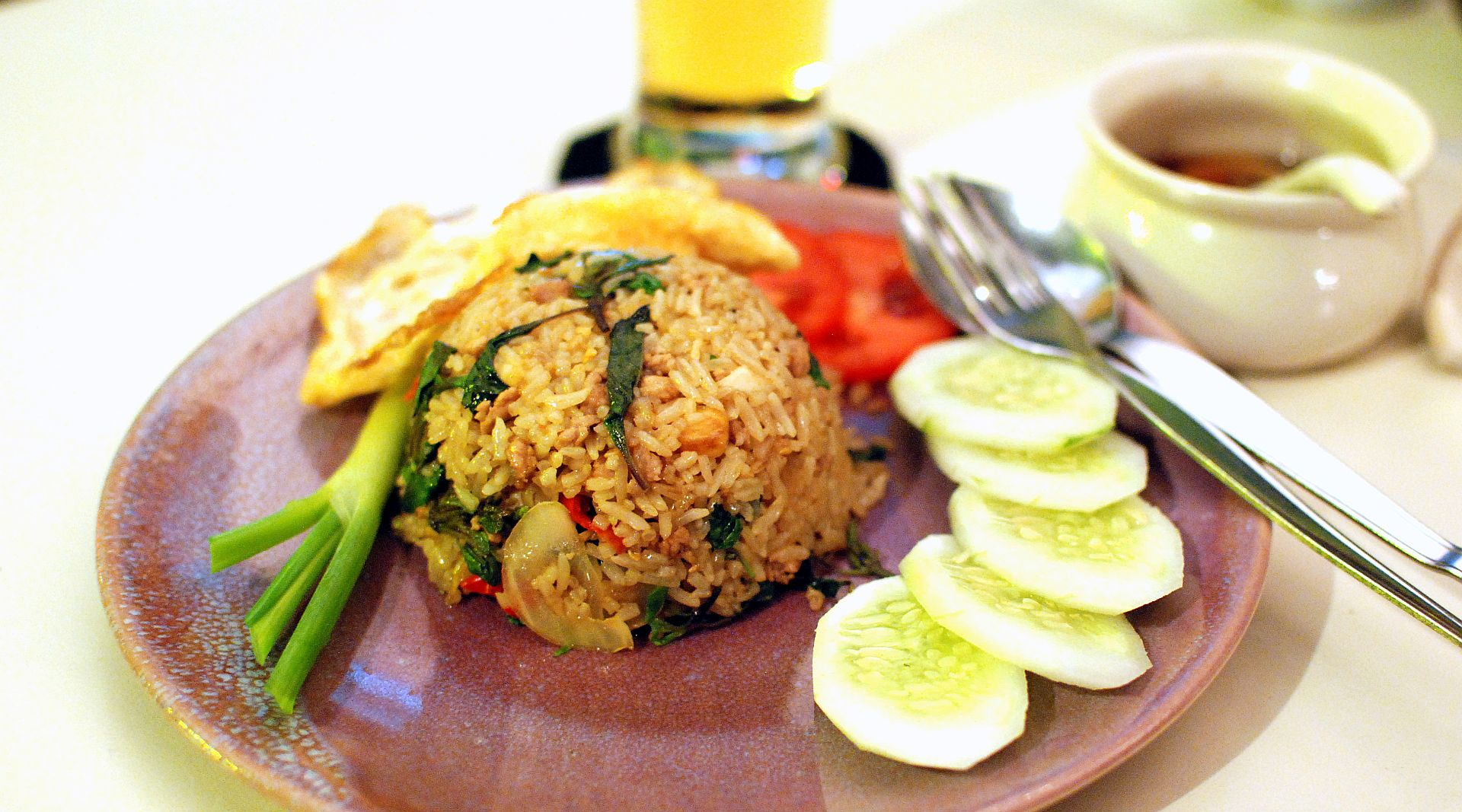
Кхао пад
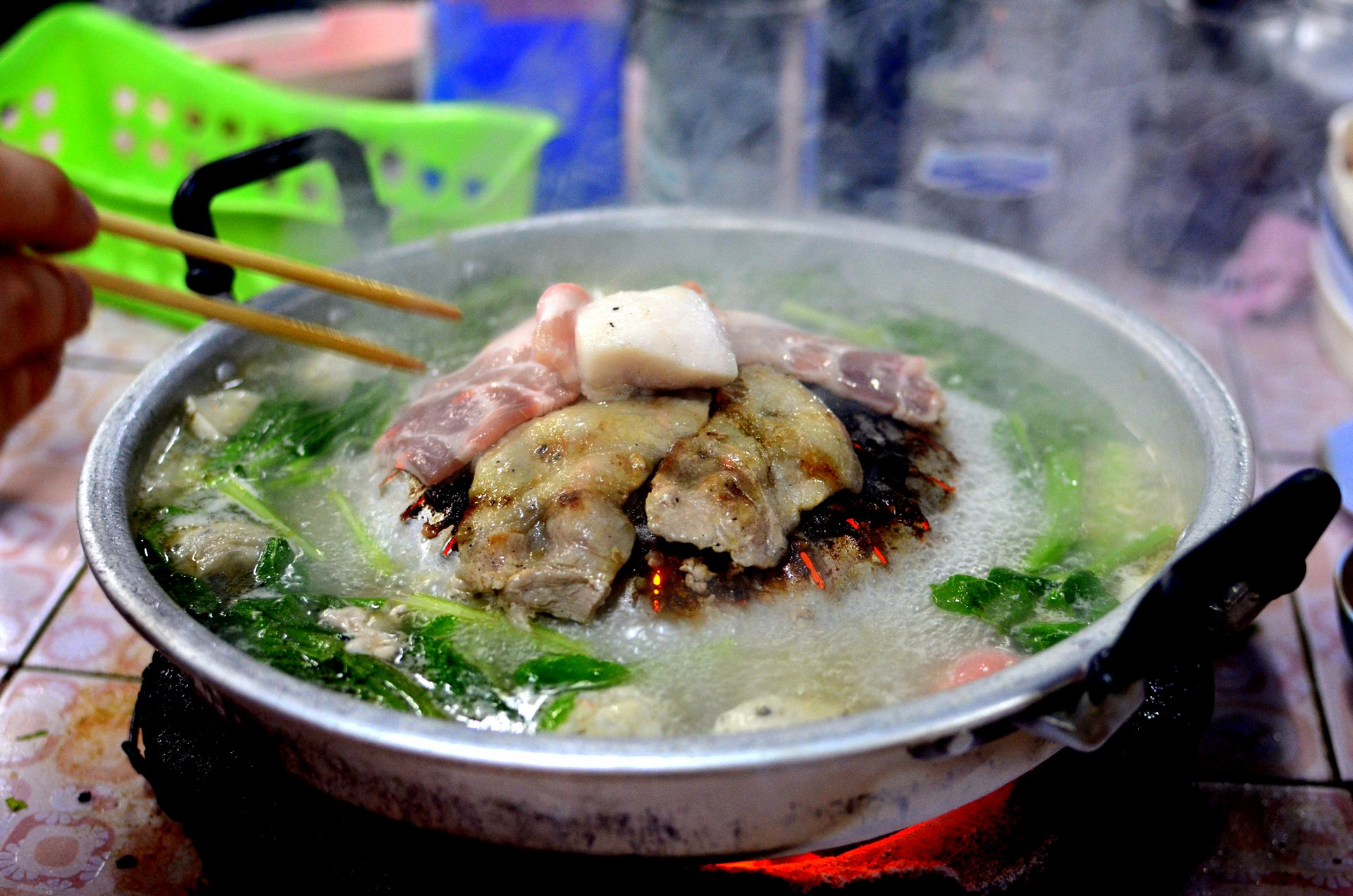
Му ката
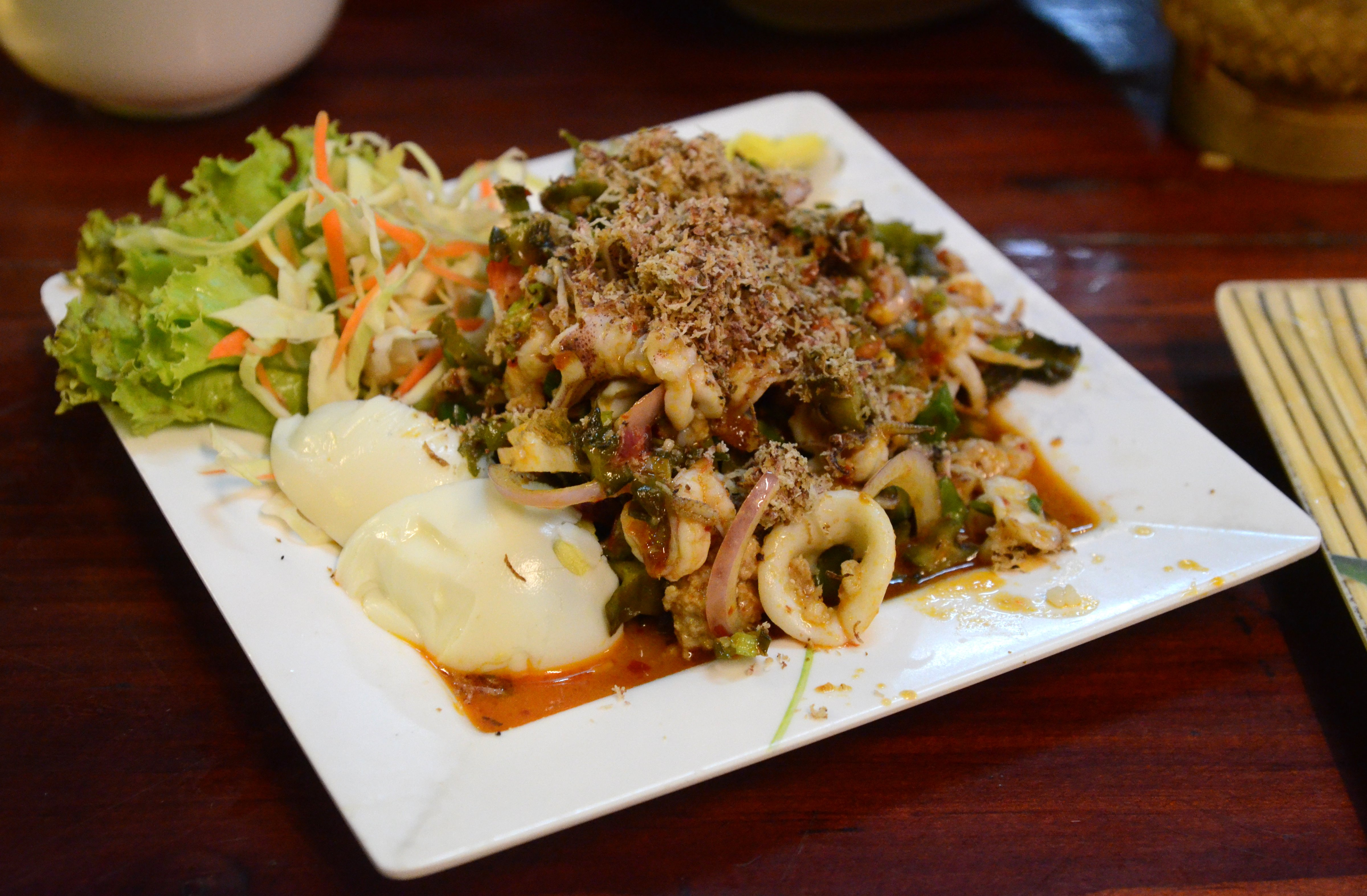
Ям туа пу